# Filles Pauvres de saint Joseph Calasanz
Les Filles pauvres de saint Joseph Calasanz (en latin : Congregationis Filiarum Pauperum a S. Iosepho Calasanctio) sont une congrégation religieuse enseignante de droit pontifical.

## Historique
La congrégation est fondée à Florence par Marie Anne Donati (1848-1925) en religion Célestine de la Mère de Dieu, sous la direction de Celestino Zini, supérieur provincial des Piaristes et archevêque de Sienne. Le 24 juin 1889, Célestine Donati et quatre compagnes reçoivent l'habit religieux des mains de Mgr Zini donnant officiellement naissance à la congrégation dont le but est l'éducation des enfants, en particulier les pauvres, les abandonnés et les enfants de prisonniers ; leur première école est inaugurée le 28 décembre 1889 et les sœurs accueillent le premier orphelin le 22 juin 1891. La congrégation obtient l'approbation diocésaine le 21 septembre 1892 du cardinal Agostino Bausa, archevêque de Florence. 
L'institut reçoit l'approbation finale du pape Pie X le 18 décembre 1911 et ses constitutions  sont approuvées par Benoît XV, le 28 février 1920. 

## Activités et diffusion
Les sœurs se consacrent à l'éducation et l'enseignement des jeunes.
Elles sont présentes en:
- Europe : Italie, Roumanie.
- Amérique : Brésil, Nicaragua.
- Afrique : République démocratique du Congo.

La maison-mère est à Florence.
En 2017, la congrégation comptait 73 sœurs dans 15 maisons.